# Структуриран документ
Структуриран документ е електронен документ, при който някой метод за вградено кодиране, например маркиращите езици, се използва да даде и цялост, и части от различните структурни значения на документа според схема. Структуриран документ, чиито маркиращ език не е в нарушение на схемата и е създаден да се приспособява и който се подчинява на синтактичните правила на маркиращия си език е „добре формулиран“.

Концепцията за структурирания документ се въвежда от Стандартният Обобщен Маркиращ Език (СОМЕ). 
—Multi-purpose publishing using HTML, XML, and CSS, Håkon Wium Lie & Janne Saarela
След 2009 най-широко използваният маркиращ език, във всичките му развиващи се форми, е HTML, който се използва да структурира документи според разнообразни Типове Дефиниции на Документ (DTD) схеми, определени и описани от W3C, която непрекъснато оценява, усъвършенства и развива подробностите.

Разширяемият маркиращ език (РМЕ) е стандартния формат на структурираните документи и информация в мрежата.
—XHTML2 Working Group, W3C

## Структурна семантика
В писането на структурирани документи, акцентът е поставен върху кодирането на логическата структура на документа, без да се обръща изрично внимание на структурния състав по отношение на представянето му на хора чрез принтирани страници, екрани и др. Структурираните документи, особено добре формулираните, могат лесно да бъдат обработени от компютърни системи да извличат и представят метаданни за документа. В повечето статии на Уикипедия например, таблица със съдържанието се генерира автоматично от различните заглавни тагове в тялото на документа. Популярни текстообработващи програми могат да имат подобни функции.
В HTML част от логическата структура на документа може да бъде тялото на документа <body>, съдържащо заглавие от първо ниво <h1>, и параграф <p>.
<body>
<h1>Structured document</h1>
<p>A <strong class="selflink">structured document</strong> is an <a href="/wiki/Electronic_document" title="Electronic document">electronic document</a> where some method of <a href="/w/index.php?title=Embedded_coding&action=edit&redlink=1" class="new" title="Embedded coding (page does not exist)">embedded coding</a>, such as <a href="/wiki/Markup_language" title="Markup language">markup</a>, is used to give the whole, and parts, of the document various structural meanings according to a <a href="/wiki/Schema" title="Schema">schema</a>.</p>
</body>
Една от най-привлекателните функции на структурираните документи е, че те могат да бъдат използвани повторно в много ситуации и представени по различни начини на мобилни телефони, екрани на телевизори, генератори на говор и всяко друго устройство, което може да бъде програмирано да ги обработва.

## Друга семантика
Друго значение може да бъде приписано на текст, който не е структуриран. В HTML фрагмента отгоре има маркираща семантика, която няма нищо общо със структурата. Първи е тагът <strong>, който означава, че трябва да се наблегне на включения в него текст. По отношение на визуализацията, това е еквивалентно на удебеляващия таг <b>, но в генераторите за говор означава, че се използва интонация, която показва силната подчертаност. Терминът семантична маркировка изключва маркировка като удебеляващия таг bold, която няма никакво значение освен указанието за визуализация. Тагът strong означава, че представянето на включения текст трябва силно да се наблегне във всички начини на представяне, не само визуално.
Тагът <a> е по-очевиден пример за маркираща семантика, независеща от структурата, придружен от ключовата дума href, означаваща, че текстът, който обгражда, е хиперлинк.
Още от началото си HTML имали тагове, които дават представяща семантика, например има тагове, които дават удебелен (<b>) текст или текст курсив(<i>), или променят размера на текста, или които имат други ефекти на представянето. Съвременните версии на маркиращи езици пречат на такива маркери, в полза на стилизираните документи. Различните стилизирани документи могат да бъдат прикачени към всякакви маркиращи, семантични или представителни, за да създадат различни презентации. В HTML тагове като <a>, <blockquote>, <em>, <strong> и други нямат структурно значение, но имат значение.
|  | Тази страница частично или изцяло представлява превод на страницата Structured document в Уикипедия на английски. Оригиналният текст, както и този превод, са защитени от Лиценза „Криейтив Комънс – Признание – Споделяне на споделеното“, а за съдържание, създадено преди юни 2009 година – от Лиценза за свободна документация на ГНУ. Прегледайте историята на редакциите на оригиналната страница, както и на преводната страница, за да видите списъка на съавторите. ВАЖНО: Този шаблон се отнася единствено до авторските права върху съдържанието на статията. Добавянето му не отменя изискването да се посочват конкретни източници на твърденията, които да бъдат благонадеждни. |